# 아만타딘
아만타딘(Amantadine)은 고코브리(Gocovri) 등의 상품명으로 판매되는 약물로, 파킨슨병이나 A형 인플루엔자로 인한 독감 관련 운동이상증에 쓰이는 약물이다. 그러나 후자의 경우 약물 내성이 널리 퍼져 더 이상 사용이 권고되지 않는다. 니코틴 길항제, 도파민 작용제, 비경쟁적 NMDA 길항제로 작용한다. 항바이러스 활성은 인플루엔자바이러스 A의 M2 양성자 통로를 길항하여, 숙주의 세포질로 바이러스 유전 물질이 방출되도록 하는 엔도솜 탈출 과정을 방해한다.
아만타딘은 처음에는 A형 인플루엔자 치료에 쓰였다. 항바이러스 활성이 처음 보고된 것은 1963년으로, 1976년에는 아만타딘은 A형 인플루엔자의 예방 목적으로 사용이 승인되었다. 1973년, 미국 식품의약국(FDA)은 아만타딘을 파킨슨병 치료 목적으로 사용 승인했다. 2017년에는 아만타딘 서방형 제제가 레보도파 유발 운동이상증의 치료 목적으로 사용 승인을 받았다.
부작용은 가벼운 편이다. 흔한 신경계 부작용에는 졸림, 아찔함, 어지러움, 혼란 등이 있다. 중추신경계에 영향을 미치므로, 다른 중추신경계 자극제가 항콜린제와 병용 시 주의를 요한다. 또한 콩팥으로 배설되므로 말기 신부전 환자에서는 사용하지 않는다. 항콜린 활성이 있으므로 전립샘비대증이나 녹내장 환자에서는 주의하여 사용한다.